# Casa Alòs
La Casa Alòs, también conocida como Casa del marqués de Dou, Casa de Dou, o Casino Vell, es un edificio ubicado en el 22 de la Plaça Gran, de la ciudad de Ripoll (España). Fue diseñada por el arquitecto Josep Maria Pericas i Morros en 1908.

## Estilo
En las fachadas exteriores combina de forma elegante y equilibrada los elementos modernistas -como la torre con esgrafiados o las aberturas curvilíneas con uso de mosaico y ladrillo-, y la simplicidad característica del novecentismo. En la torre hay escenificaciones de un oso tanto a los esgrafiados como el pararrayos. El establecimiento de una fábrica y tienda de fideos en la planta baja hizo que popularmente fuera (y es) conocida como cal Fideuer.
El edificio consta de planta baja, dos pisos y una buhardilla con ventanas seguidas, como una reinterpretación del modelo medieval de casa con buhardilla semiabiertas, muy frecuente en la época modernista. Varios elementos refuerzan la esquina: los dos portales situados a cada lado, los juego de los tres ventanales, dos con un balcón y el tercero más ancho, las tres ventanas del segundo piso, la chimenea que transcurre por la fachada como un prisma de ladrillo, el tejado a dos vertientes que se deja ver en esta parte del edificio -el resto de la cubierta tiene un alero- y la torreta de remate.
El ladrillo es utilizado como material decorativo que enmarca los portales y las ventanas, encima de un enlucido de color blanco. La parte superior de la torre contiene hierro forjado y esgrafiados. Se trata de un edificio muy medido, de decoración nada exuberante, que se puede calificar de modernista sobre todo para el tratamiento volumétrico y compositivo: la asimetría, el refuerzo de la esquina y el tratamiento del edificio como un volumen global y no como un plano de fachada.